# أوستروف (كونستانتا)
أوستروف  هي قرية تقع في إقليم كونستانتا في رومانيا.

## السكان
حسب إحصائيات 2002 بلغ عدد سكان القرية 2929 نسمة.